# 本町四丁目停留場
本町四丁目停留場（ほんまちよんちょうめていりゅうじょう）は、愛媛県松山市本町にある伊予鉄道本町線の停留場である。番号は27。6号線が使用する。

## 歴史[2]
- 1911（明治44）年
  - 9月1日 - 松山電気軌道の終点、本町停留場（ほんまちていりゅうじょう）として開業。
  - 9月19日 - 松山電気軌道の当駅 - 札ノ辻（現：本町三丁目）が延伸。
- 1921（大正10）年4月1日 - 会社合併により伊予鉄道城南線の停留場となる。
- 1946（昭和21）年8月19日 - 当駅を含む、旧松山電気軌道線の西堀端 - 本町 - 萱町 - 古町間が休止。
- 1948（昭和23）年7月1日 - 本町線の終点、本町三丁目停留場（ほんまちさんちょうめていりゅうじょう）として再開業。
- 1962（昭和37）年2月1日 - 本町線が、当駅から本町七丁目停留場（現：本町六丁目停留場）まで延伸。同時に行き違い設備を設置。
- 1967（昭和42）年1月 - 住居表示実施に伴い、本町四丁目停留場に改称。
- 1970（昭和45）年頃 - 本町線が20分間隔の運転になることに伴い、行き違い設備を撤去。現在でも痕跡がみられる。
- 2020（令和2）年
  - 4月11日 - 新型コロナウイルスの影響で当面の間、土日祝日は全便運休となる[3]。
  - 7月23日 - ダイヤ改正により、土日祝日は全便運休となる[4]。

## 構造
かつて交換設備があったが、後に撤去された。
開業当初は安全地帯はなかった（0面2線）が、交換設備廃止後に上下線とも設置された（互い違いに2面1線）。2つのホームは交差点を挟んで配置されている（千鳥式）。

### のりば
| ホーム | 路線   | 行先           |
| ------ | ------ | -------------- |
| 西側   | ■6号線 | 本町六丁目行き |
| 東側   | ■6号線 | 松山市駅行き   |

## 周辺
- 松山市総合福祉センター
- 出雲大社松山分祠
- 国道196号
- 伊予銀行本町支店
- 愛媛銀行本町支店
- 松山本町郵便局
- 本町バス停

## 隣の停留場
伊予鉄道
本町線
本町三丁目停留場 (26) - 本町四丁目停留場 (27) - 本町五丁目停留場 (28)